# Grandpré
Grandpré ist eine französische Gemeinde mit 506 Einwohnern (Stand 1. Januar 2022) im Département Ardennes in der Region Grand Est. Sie gehört zum Arrondissement Vouziers und zum Kanton Attigny.
Sie entstand mit Wirkung vom 1. Januar 2016 durch die Zusammenlegung der früheren Gemeinden Grandpré und Termes, wodurch eine gleichnamige Commune nouvelle namens Grandpré gebildet wurde. Die ehemaligen Gemeinden verfügen in der neuen Gemeinde über den Status einer Commune déléguée.

## Gliederung
| Ortsteil                   | ehemaliger INSEE-Code | Fläche (km²) | Einwohnerzahl zum 1. Januar 2022 |
| -------------------------- | --------------------- | ------------ | -------------------------------- |
| Grandpré (Verwaltungssitz) | 08198                 | 28,56        | 385                              |
| Termes                     | 08441                 | 13,98        | 121                              |

## Lage
Das Gemeindegebiet wird von Fluss Aire durchquert.